# 별의 정원
"별의 정원"은 2019년 7월 4일에 개봉한 대한민국의 영화이다.

## 목소리 출연
- 김연우: 수하
- 전태열: 오무
- 신용우: 플루토
- 배수빈: 수하 아빠
- 김새해: 반디, 수하 엄마, 친구
- 시영준: 카론
- 홍범기: 닉스, 밤이
- 엄상현: 히드라
- 이미형: 할머니, 앨리베이터 안내음, 병원 직원